# Bumthang (huyện)
Bumthang (Dzongkha: བུམ་ཐང་རྫོང་ཁག་) là một trong 20 huyện của Bhutan. Đây là huyện có nhiều đền cổ và địa điểm cổ nhất trong các huyện của Bhutan. Huyện này có 4 thung lũng núi Ura, Chumey, Tang và Choekhor (cũng gọi là thung lũng Bumthang).
Các sản phẩm địa phương gồm có kiều mạch, sản phẩm sữa, mật ong, táo.
Ngôn ngữ sử dụng tại đây là một phương ngữ Bumthangkha, đây là một ngôn ngữ Tạng-Bhutan có mối liên hệ gần với Dzongkha, ngôn ngữ quốc gia của Butan. Mỗi thung lũng lại có một phương ngữ riêng.

Bumthang (huyện)
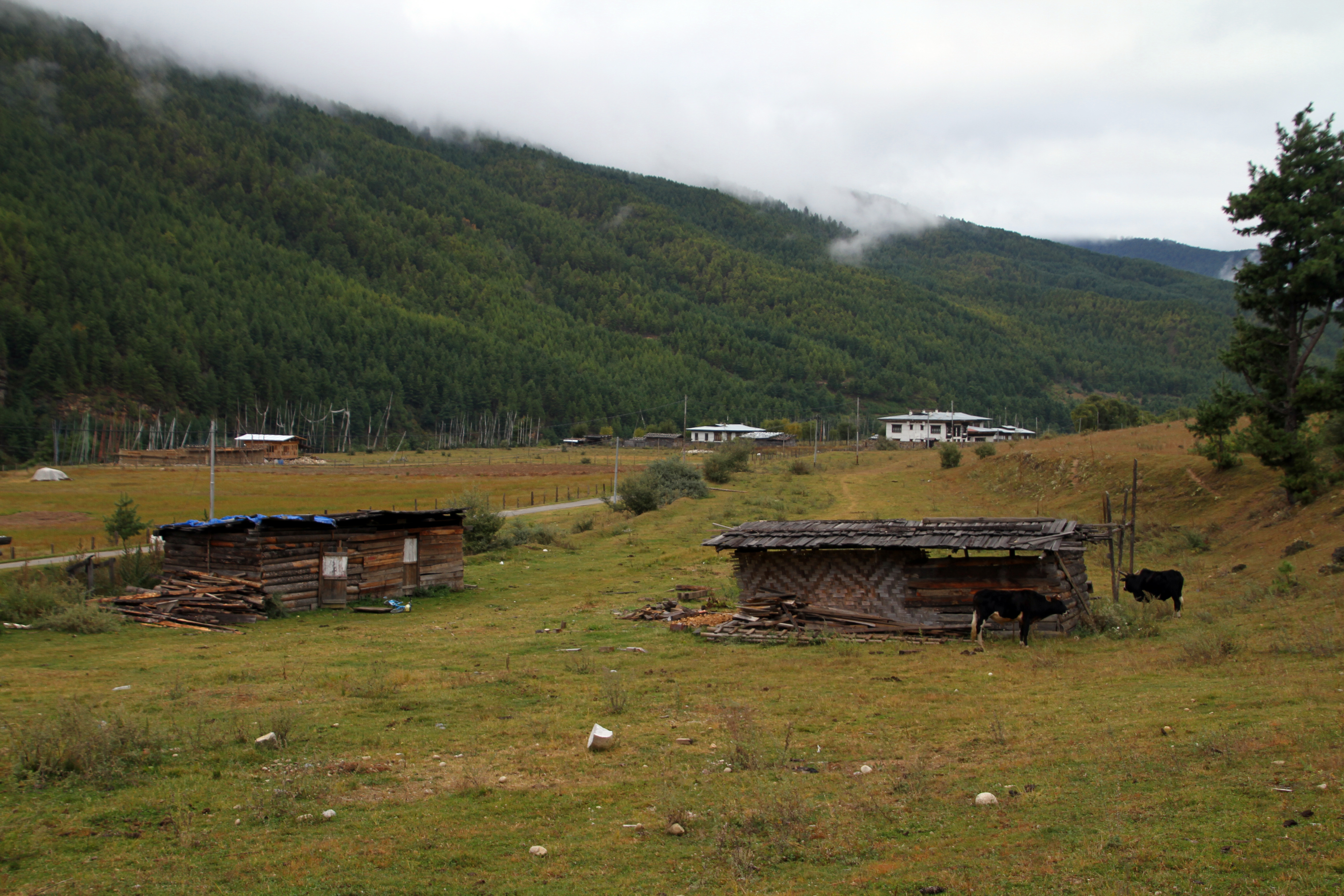
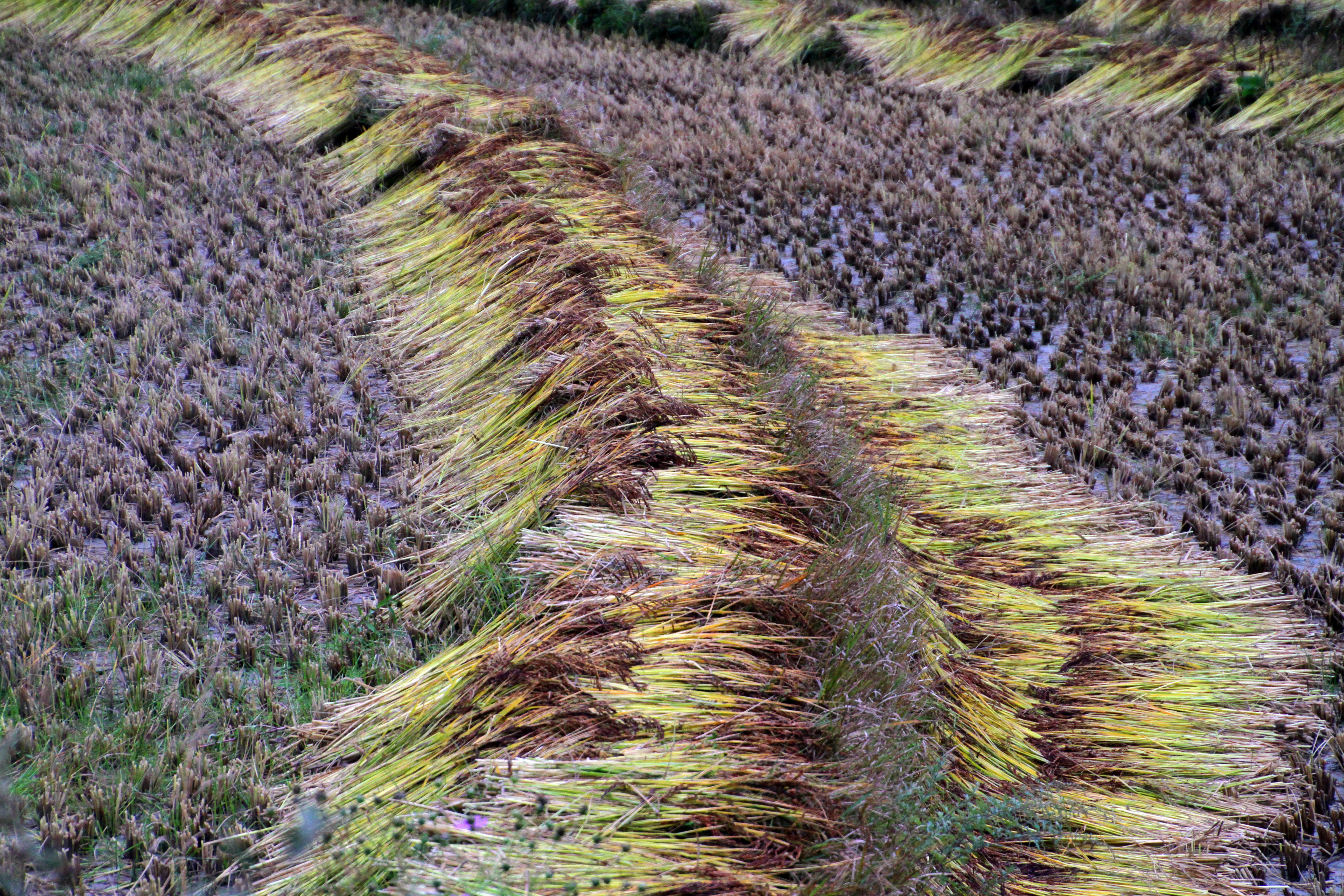
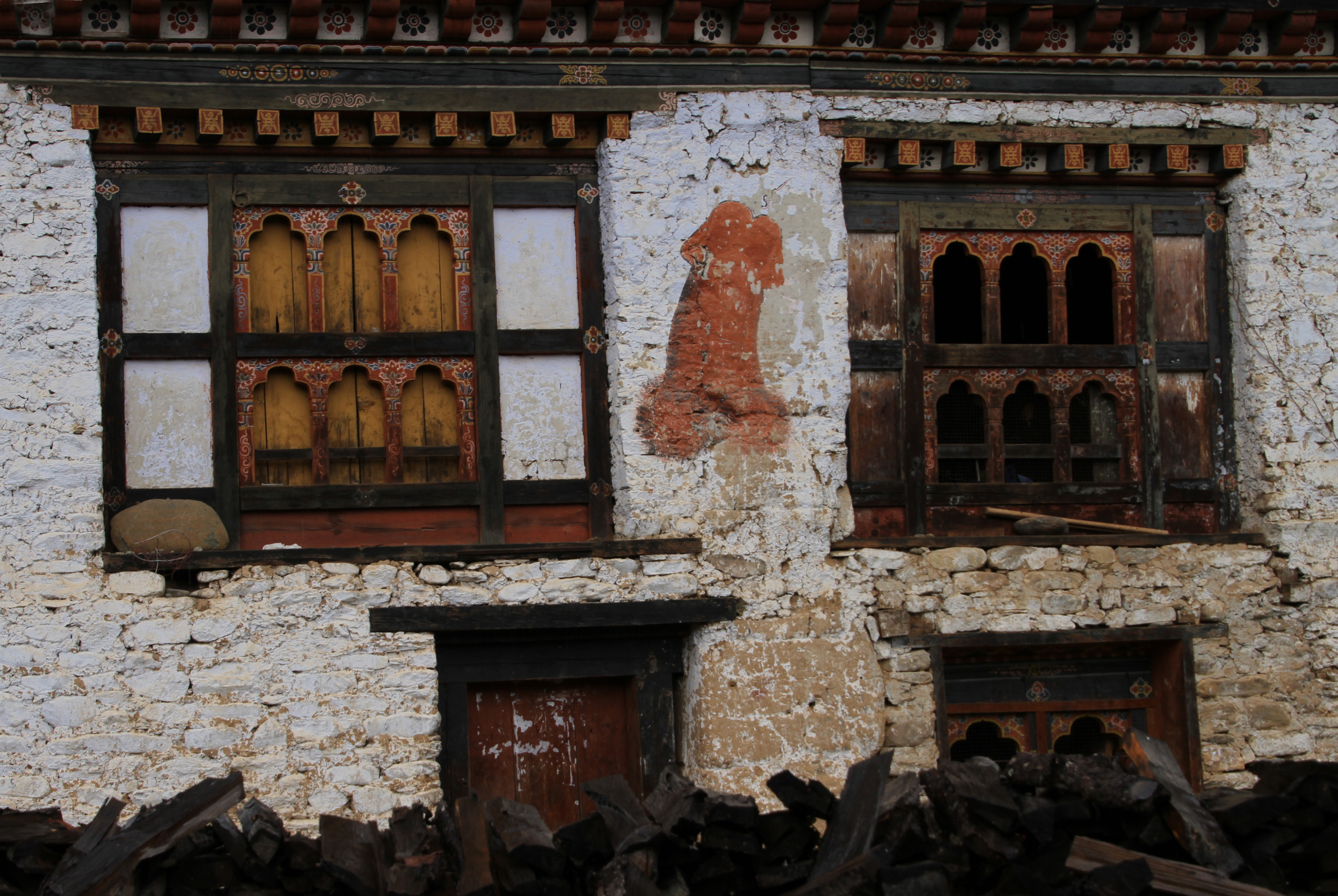
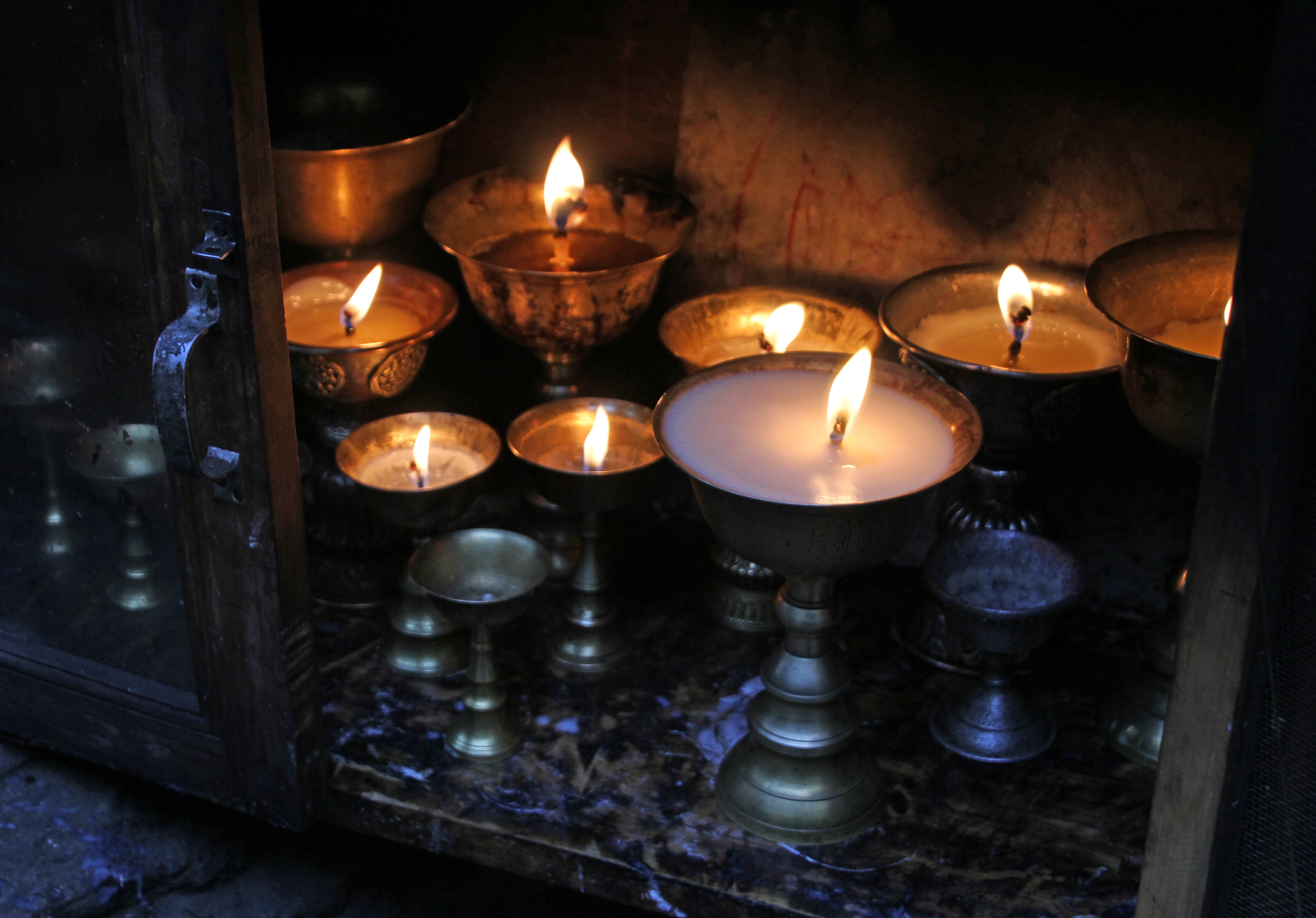
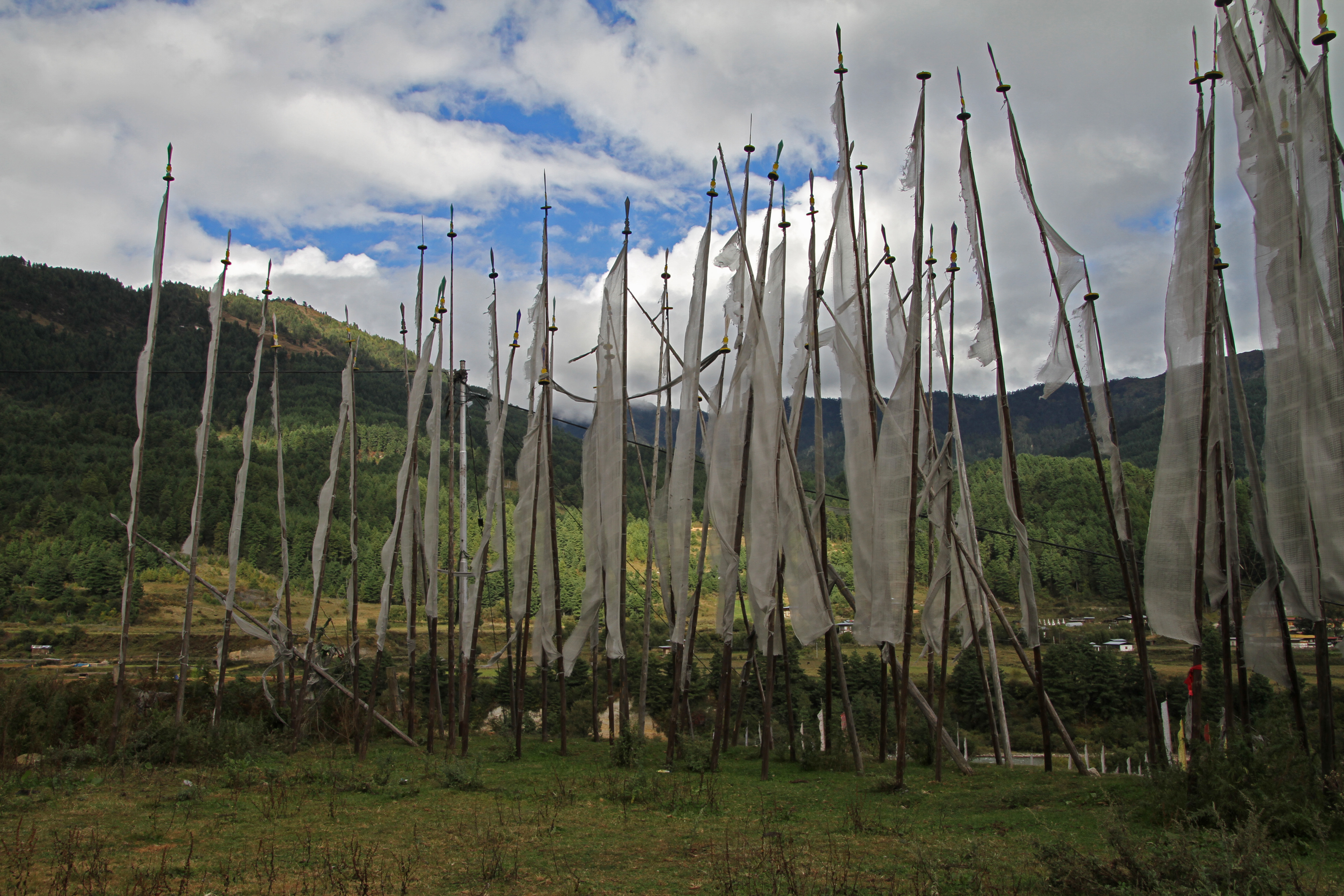
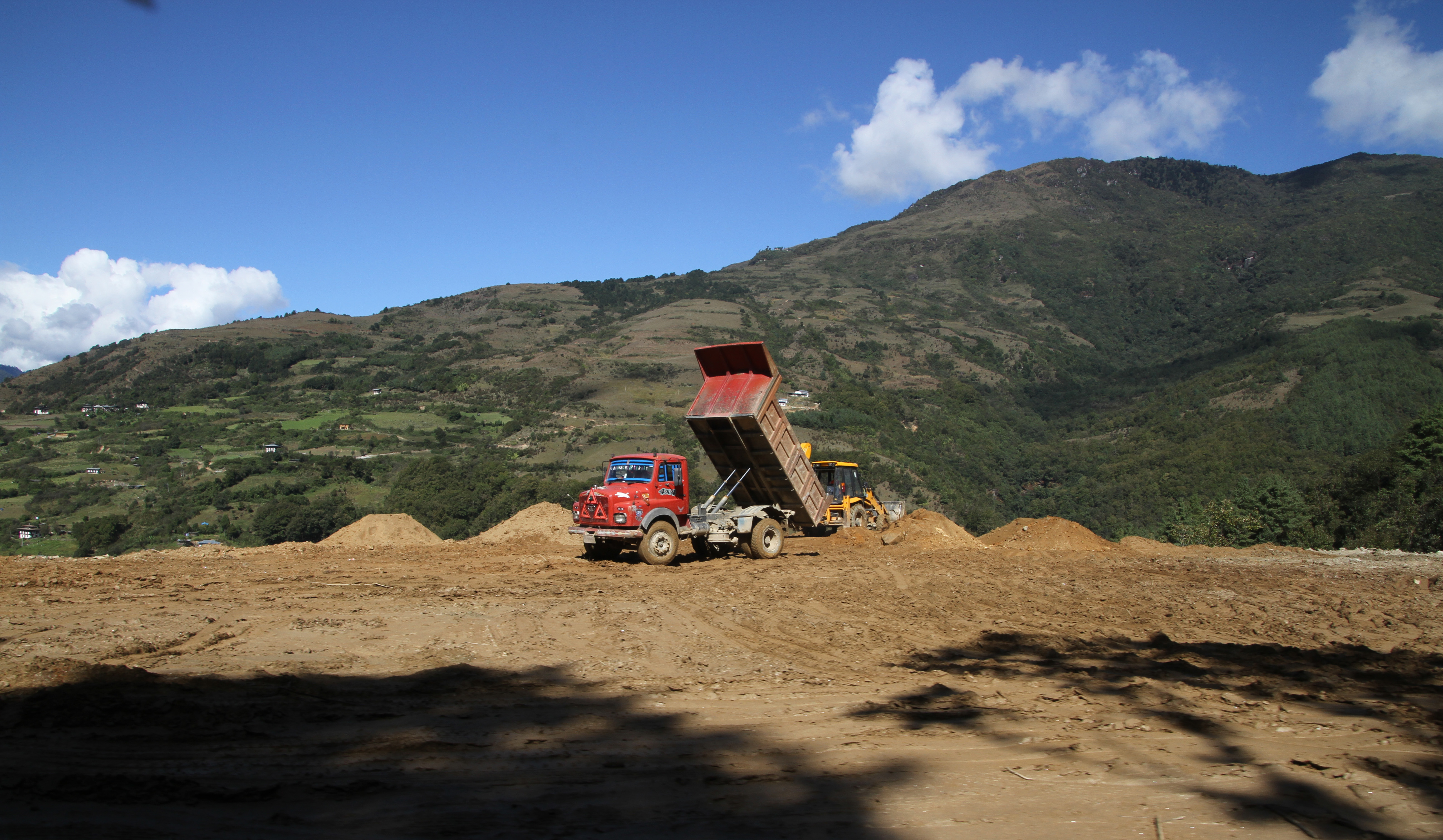